# ژیوکووتسی
ژیوکووتسی (به صربی: Živkovci) یک روستا در صربستان است که در Ljig واقع شده‌است.